# Журавлиный заказник (Киевская область)
«Журавлиный заказник» (укр. Журавлиний заказник) — орнитологический заказник общегосударственного значения, расположенный на территории Вышгородского района (Киевская область, Украина).
Площадь — 399,7 га.

## История
Заказник был создан согласно Указу Президента Украины от 10 декабря 1994 года № 750/94.

## Описание
Природоохранный объект создан с целью охраны мест гнездования птицː болотный массив Выдра (частично) и заболоченные угодья в левобережной пойме реки Днепр. Заказник занимает квадраты 21, 22, 27, 28, 34, 35, 41, 42, 48, 49, 56, 57, 65, 73 Чернинского лесничества на территории Сувидского сельсовета — непосредственно западнее административной границы с Черниговской областью. Южнее расположен ландшафтный заказник местного значения Чернинский.
Ближайший населённый пункт — село Сувид, город — Остёр, Вышгород.

## Природа
Ландшафт заказника представлен низинным болотом и лиственными лесами.
Большая часть болота является труднопроходимойː заросшая тростником и кустарниковой ивой, а на островках ольшанники и берёзы. Болото окружено ольховым лесом, а севернее болота расположен дубово-грабово-клёновый лес. Тут встречаются деревья возрастом 100-150 лет пород дуб, ясень, клён, липа, берёза, ольха. В травяном ярусе доминируют ветреница лютичная, майник двулистный, купена, вороний глаз четырёхлистный, черемша.
Тут встречаются дикая свинья, сарна европейская, благородный олень, лось, заяц, бобёр. Заказник служит местом размножения для охотничьих зверей. Является местом гнездования для множества птиц. Здесь встречается 75 видов птиц. Они обитают в зарослях кустарников и тростника. Краснокнижные виды журавль серый, аист чёрный, змееяд. Виды, которые находятся под угрозой, согласно организациям Международный союз охраны природы и BirdLife Internationalː малый подорлик, чёрный коршун, болотный лунь, ястреб-тетеревятник, тетерев-косач, погоныш, мородунка, болотная сова, желна, ястребиная славка, мухоловка-белошейка, обыкновенный жулан, обыкновенный канюк.